# Легенда о Сан-Микеле
«Легенда о Сан-Микеле» (англ. The Story of San Michele) — автобиографическая повесть шведского врача и писателя Акселя Мунте, изданная в 1929 году на английском языке. Вскоре она стала мировым бестселлером: её перевели более чем на 40 языков.На русском языке книга впервые увидела свет в 1969 году.

## Сан-Микеле
Сан-Микеле — вилла, которая находится в верхней части острова Капри — Анакапри. Эту виллу своими руками возвел Аксель Мунте, в честь неё и названо главное произведение писателя «Легенда о Сан-Микеле».

## История создания произведения
В 1876 году, девятнадцатилетним юношей, Аксель Мунте попадает в Италию. Остров Капри производит на него совершенно ошеломляющее впечатление. После этого он днем и ночью мечтает о том, чтобы поселиться здесь. 

«В таком месте жить и умереть — если только смерть может победить вечную радость такой жизни! Какая дерзкая мечта заставила забиться мое сердце, когда мастро Винченцо сказал, что он становится стар и что его сын просит продать дом? Какая дикая фантастическая мысль возникла в моем мозгу, когда он ответил, что часовня никому не принадлежит? А почему не мне? Почему я не могу купить дом мастро Винченцо, соединить дом и часовню виноградными лозами и кипарисовыми аллеями с белыми колоннадами лоджий, украшенных мраморными скульптурами богов и императоров…»— Аксель Мунте, «Легенда о Сан-Микеле»

## Сюжет
Книга насчитывает 32 главы, каждая из которых описывает отдельный период жизни доктора Мунте — то «модного врача» Парижа или Рима, то дерзкого ученика профессора Шарко, то человека средних лет, строящего дом своей мечты на итальянском острове Капри. Мунте много путешествует (часто вынужденно) — в книге показана жизнь людей в разных областях Европы конца 19-го начала 20-го столетия. Погибающий от холеры Неаполь, разрушенная сильнейшим землетрясением Мессина, Париж с «входящим в моду» колитом, Швеция (родная страна писателя), «нецивилизованная» Лапландия, — служат фоном удивительной самоотверженности врача.

Любовь к животным — одно из главных посланий автора к читателю. В книге ради них доктор Мунте даже стреляется на дуэли и покупает целую гору на Капри.

## Персонажи
В повести практикующий врач Аксель Мунте так или иначе сталкивается с Луи Пастером, Генри Джеймсом,
Ги де Мопассаном.

## Жанр
Жанр книги определить достаточно сложно. Как указывает сам Аксель Мунте критики как будто не знают, к какому жанру следует отнести «Легенду о Сан-Микеле» — одни называют её «автобиографией», другие — «воспоминаниями врача». С обоими определениями писатель не согласен: 

"Насколько я могу судить, это ни то и ни другое. Ведь история моей жизни вряд ли заняла бы пятьсот страниц, даже если бы я не опустил наиболее печальных и значительных её глав. […] Название же «Воспоминания врача», которое дают этой книге критики, кажется мне еще менее уместным. Такой чванный подзаголовок никак не вяжется с её буйной простотой, бесцеремонной откровенностью и прежде всего с её прозрачностью. […] Кто-то назвал «Легенду о Сан-Микеле» повестью о Смерти. Может быть, это и так, ибо Смерть постоянно присутствует в моих мыслях.— Аксель Мунте, предисловие к «Легенде о Сан-Микеле»

## Издания
- Мунте А. Легенда о Сан-Микеле / Пер с англ. Т. Аксаковой ; Предисл. С. Тархановой. — М. : Худож. лит., 1969. — 383 с.
- Мунте А. Легенда о Сан-Микеле : Записки врача и мистика / Пер. Т. Аксаковой под ред. И. Гуровой и А. Борьесон. — М. : Захаров, 2003. — 394 с. — ISBN 5-8159-0291-8.
- Мунте А. Легенда о Сан-Микеле / пер. Т. А. Аксаковой-Сиверс. — М. : Захаров, 2020. — 394 с. — ISBN 978-5-8159-1558-9.